# 하태하
하태하는 대한민국의 가수다. 2023년 싱글 《좋은사람》으로 데뷔했다.

## 방송
- 미스터트롯2 - 새로운 전설의 시작 (2022) - Top119

## 음반
- 좋은사람 (2023)